# Lacinius ohioensis
Lacinius ohioensis is een hooiwagen uit de familie echte hooiwagens (Phalangiidae).